# Mount Lorne (Yukon)
Mount Lorne ist ein Weiler mit 445 Einwohnern (2021) im kanadischen Yukon. Er liegt südlich von Whitehorse und besteht aus mehreren Ansiedlungen entlang des südlichen Klondike Highway und seiner Nebenstraßen. 
55 Einwohner zählen zu den First Nations, meist Angehörigen der Carcross/Tagish First Nation.

## Geschichte

### Frühgeschichte
Am nahe gelegenen Annie Lake wurden 1992 Artefakte gefunden, die auf Bewohner hindeuten, die hier bereits vor 6000 v. Chr. lebten. Die Vorgänger der heutigen Carcross/Tagish First Nation lebten als Jäger, Sammler und Fischer im Grenzgebiet zwischen British Columbia und Yukon. Sie hatten, als die ersten Weißen in die Region kamen, ihr Hauptlager am Tagish River. Dort standen zwei große Klanhäuser, ähnlich denen der Tlingit an der Küste. Mit ihnen tauschten sie lange vor der Ankunft der Europäer Pelze gegen Muscheln, das Fett des Kerzenfischs, Holzkisten und Seegras. Mit diesen Waren handelten sie ost- und südwärts mit benachbarten Stämmen, etwa bis zum Ross River. Dabei wurde der Kontakt mit den Tlingit so intensiv, dass ihre Kulturen große Übereinstimmungen aufweisen. Entsprechend dem extremen Klima und dem Jahreslauf folgten sie, um an Lebensmittel zu kommen, dem Wild und der wechselnden Vegetation. 
Um 8000 v. Chr. lebten Karibu- und Bisonherden in einer parkartigen Graslandschaft in den Tälern von Watson und Wheaton. Die schmelzenden Gletscher und Eispanzer der letzten Eiszeit hinterließen riesige Seen und zahllose Flussläufe. Nur wenige Menschen lebten hier, die am Annie Lake nur zwei große Lanzenspitzen hinterlassen haben. Fische hingegen gab es in der gerade vom Eis freigegebenen Landschaft kaum. Kennzeichnend für diese Epoche sind winzige Klingen, die als microblades bezeichnet werden. 
Um 4000 v. Chr. war das Gebiet von Sanddünen bedeckt, doch hinterließ eine Gruppe von Jägern Reste eines Feuers, die sich datieren ließen. Die Kultur Northern Archaic brachte hier eine ungewöhnliche Speerspitze hervor, die am Annie Lake erstmals entdeckt wurde, und die als Annie Lake Point bezeichnet wird. 
Große Waldbrände bahnten nach dieser Epoche stellenweise der Erosion den Weg, und Sanddünen türmten sich erneut auf. Menschliche Spuren sind nicht nachweisbar. Am Annie Lake befand sich ein Jagdlager, von dem die Männer Schafe, Karibus und Bergziegen jagten. Um 500 n. Chr. erreichte das Lager einen Höhepunkt der Nutzungsintensität, das Klima war feuchter, der Waldbestand dichter. Möglicherweise bestand dort eine Schwitzhütte. Um 750 n. Chr. ereignete sich ein gewaltiger Vulkanausbruch im Oberlauf des White River, der erhebliche Teile des Gebiets mit Asche bedeckte und die Bewohner zur Flucht zwang. Am Annie Lake jedoch fand sich nur eine dünne Ascheschicht, die es wahrscheinlich erlaubte zu bleiben, oder zumindest wenig später zurückzukehren.